# Nađa Higl
Nađa Higl (Serbia, 2 de enero de 1987) es una nadadora serbia especializada en pruebas de estilo braza larga distancia, donde consiguió ser campeona mundial en 2009 en los 200 metros.

## Carrera deportiva
En el Campeonato Mundial de Natación de 2009 celebrado en Roma ganó la medalla de oro en los 200 metros estilo braza, con un tiempo de 2:21.62 segundos, por delante de la canadiense Annamay Pierse (plata con 2:21.84 segundos) y la austriaca Mirna Jukić (bronce con 2:21.97 segundos).